# Frantz Magnussen
Frantz Magnussen (27 dicembre 1892 – 27 maggio 1963) è stato un calciatore norvegese, di ruolo centrocampista.

## Carriera

### Club
Magnussen giocò con la maglia del Tønsberg Turn.

### Nazionale
Conta una presenza per la Norvegia. Il 12 giugno 1919, infatti, fu in campo nella sconfitta per 5-1 contro la Danimarca.